# Mistrzostwa Polski w Skokach Narciarskich 1939

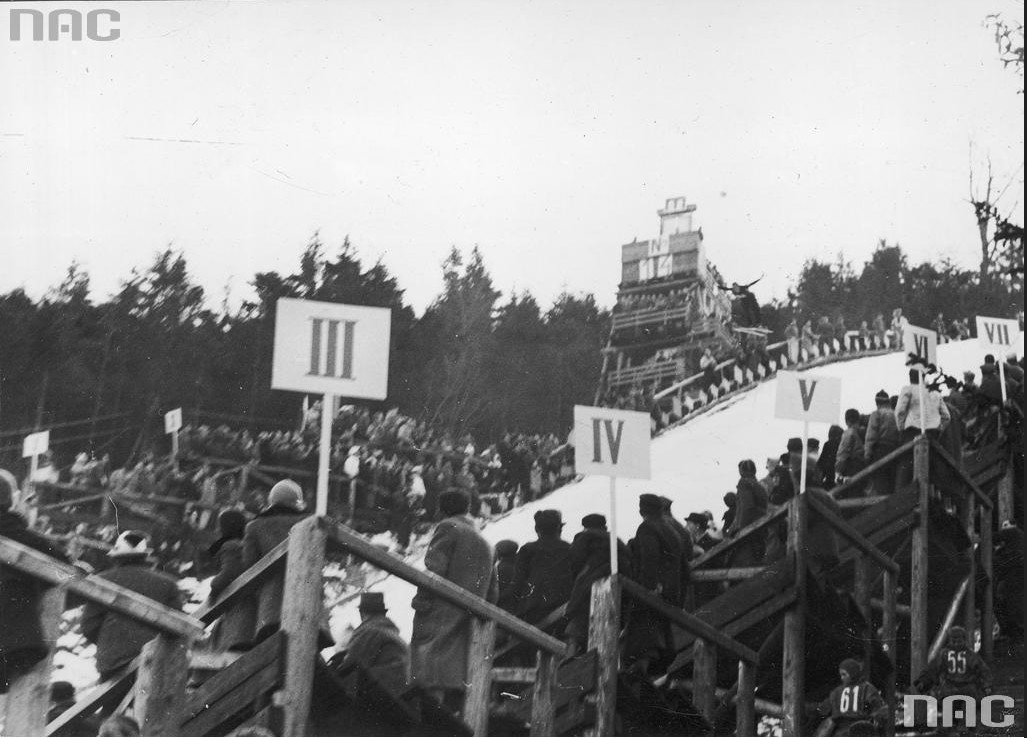
Ogólny widok Wielkiej Krokwi podczas mistrzostw świata w Zakopanem

20. Mistrzostwa Polski w Skokach Narciarskich – ostatnie przed wybuchem II wojny światowej zawody o mistrzostwo Polski w skokach narciarskich, które odbyły się 19 lutego 1939 roku na Wielkiej Krokwi w Zakopanem.
Mistrzem Polski został Stanisław Marusarz, srebrny medal zdobył Jan Kula, a brązowy Andrzej Marusarz.
Konkurs o mistrzostwo Polski rozegrano w ramach zawodów o mistrzostwo świata, których gospodarzem w 1939 roku było Zakopane. Mistrzem świata został Austriak Josef Bradl reprezentujący (po anschlussie Austrii) nazistowskie Niemcy, srebrny medal zdobył Birger Ruud z Norwegii, a brązowy rodak Ruuda, Arnholdt Kongsgård.

## Wyniki
W konkursie wzięło udział 30 zawodników z ośmiu państw, w tym 12 Polaków. W nawiasach podano miejsce polskich skoczków zajęte w mistrzostwach świata z uwzględnieniem miejsc zajętych przez zawodników zagranicznych.
| Miejsce   | Zawodnik                | Klub              | Skok 1 | Skok 2 | Punkty |
| --------- | ----------------------- | ----------------- | ------ | ------ | ------ |
| 1. (5.)   | Stanisław Marusarz      | SN PTT Zakopane   | 74,0   | 78,5   | 219,5  |
| 2. (11.)  | Jan Kula                | SN PTT Zakopane   | 75,0   | 74,0   | 213,4  |
| 3. (15.)  | Andrzej Marusarz        | SN PTT Zakopane   | 71,5   | 71,0   | 200,7  |
| 4. (17.)  | Andrzej Czarniak        | HKN Zakopane      | 66,0   | 67,0   | 191,4  |
| 5. (18.)  | Franciszek Gut-Szczerba | TS Wisła Zakopane | 62,5   | 66,0   | 189,9  |
| 6. (19.)  | Władysław Roj           | TS Wisła Zakopane | 68,0   | 63,0   | 184,2  |
| 7. (20.)  | Stanisław Sowiński      | Podhale Nowy Targ | 69,0   | 61,5   | 184,1  |
| 8. (21.)  | Stanisław Kula          | SN PTT Zakopane   | 60,0   | 63,5   | 181,6  |
| 9. (22.)  | Piotr Kolesar           | TS Wisła Zakopane | 57,0   | 65,0   | 176,2  |
| 10. (23.) | Leon Daniel Krzeptowski | ?                 | 63,0   | 61,0   | 174,4  |
| 11. (25.) | Mieczysław Kozdruń      | SKN Katowice      | 63,5   | 55,5   | 167,9  |
| 12. (30.) | Adam Becker-Giewont     | TS Wisła Zakopane | 61,5   | 56,0   | 113,5  |